# Chaetozone similis
Chaetozone similis är en ringmaskart som först beskrevs av Webster och Benedict 1887.  Chaetozone similis ingår i släktet Chaetozone, och familjen Cirratulidae. Arten har ej påträffats i Sverige.